# Kinetografia
Kinetografia – opracowany przez Rudolfa Labana i Albrechta Knusta system notacji ruchu, wykorzystywany nie tylko do utrwalenia choreografii baletowej, ale tańca w każdej konwencji ruchowej. Symbole stosowane w notacji Labana (stylizowane strzałki) określają kierunek ruchu, jego poziom, czas trwania, a miejsce umieszczenia w pionowych kolumnach pokazuje, która część ciała jest w ruchu. Zapis oddaje ruch trójwymiarowo. 
Zasady kinetografii Laban opublikował w książce Principles of Dance and Movement Notation, dotychczas opracowano liczne podręczniki tej metody. W Polsce podręcznik kinetografii opracował prof. Roderyk Lange.
Dowodem na precyzyjność notacji Labana były pokazy chórów ruchowych, które wykonywały choreografie przekazywana na odległość jedynie w zapisie. Współcześnie kinetografię wykorzystuje się nie tylko w choreografii ale również w fizykoterapii i sporcie.